# 华东师范大学通信与电子工程学院
通信与电子工程学院，原名信息科学技术学院，为华东师范大学的一个学院，成立于2001年5月。

## 历史
1981年，物理系82名教师划出，建立电子科学技术系。2001年5月，电子科学技术系、计算机科学技术系、计算中心和教育部全国中小学计算机研究中心（上海），组建为华东师范大学信息科学技术学院。
2007年12月，筹建极化材料与器件教育部重点实验室，并于2011年2月通过验收。2008年10月，电子科学技术系分解为电子工程系与通信工程系。2014年9月，立项建设上海市多维度信息处理重点实验室。2015年9月，计算机科学技术系与信息中心并入计算机科学与软件工程学院。
2016年起，信息科学技术学院与中国科学院上海技术物理研究所联合招收微电子科学与工程专业本科生“菁英班”，从电子信息类新生中择优选拔，每届不超过25人。
2019年，信息科学技术学院重新组建为通信与电子工程学院，另外一部分并入物理与电子科学学院。

## 学院现状
信息科学技术学院下辖通信工程系、电子工程系、极化材料与器件重点实验室和上海市多维度信息处理重点实验室。

## 历任负责人
| 负责人姓名 | 任期          |
| ---------- | ------------- |
| 赖宗声     | 2001年-2003年 |
| 朱自强     | 2003年-2008年 |
| 褚君浩     | 2008年-       |